# Francisco Martínez Capdevila
Francisco Martínez Capdevila (la Vall d'Alba, 1957) és un polític valencià. Va ser alcalde del municipi de la Vall d'Alba des de 1991 fins a 2015, diputat provincial de la Diputació de Castelló des de 1995 i fou vicepresident primer de la Diputació de Castelló.
Fou imputat per diversos delictes, entre aquests: robatoris, prevaricació i suborns. Va ser comdemnat pel cas de la depuradora de Borriol a 9 mesos de presó.
Segueix obert el judici pel cas de la venta de terrenys aprofitant el seu càrrec com a polític, on presumptament els venia per cinc vegades més. El fiscal i la acusació popular li demanen 12 i 16 anys de presó.

## Cas Gürtel
El 14 de març de 2014, l'Agència Tributària remet al jutge instructor de la branca valenciana del cas Gürtel l'informe definitiu sobre el finançament il·legal del PP valencià i assenyala que, entre altres polítics del PP valencià, Francisco Martínez Capdevila (anomenat Paco per la trama Gürtel) realitzà una activitat de col·laboració necessària en la comissió dels delictes de defraudació tributària.